# Spongilla heterosclerifera
Spongilla heterosclerifera är en svampdjursart som beskrevs av Smith 1918. Spongilla heterosclerifera ingår i släktet Spongilla och familjen Spongillidae. Inga underarter finns listade i Catalogue of Life.